# 爱德华·斯特拉斯伯格
爱德华·阿道夫·斯特拉斯伯格（英語：Eduard Adolf Strasburger，1844年2月1日—1912年5月18日）是一位19世纪的著名波兰裔德国植物学家，出生在波蘭會議王國的华沙，死在德国波恩。

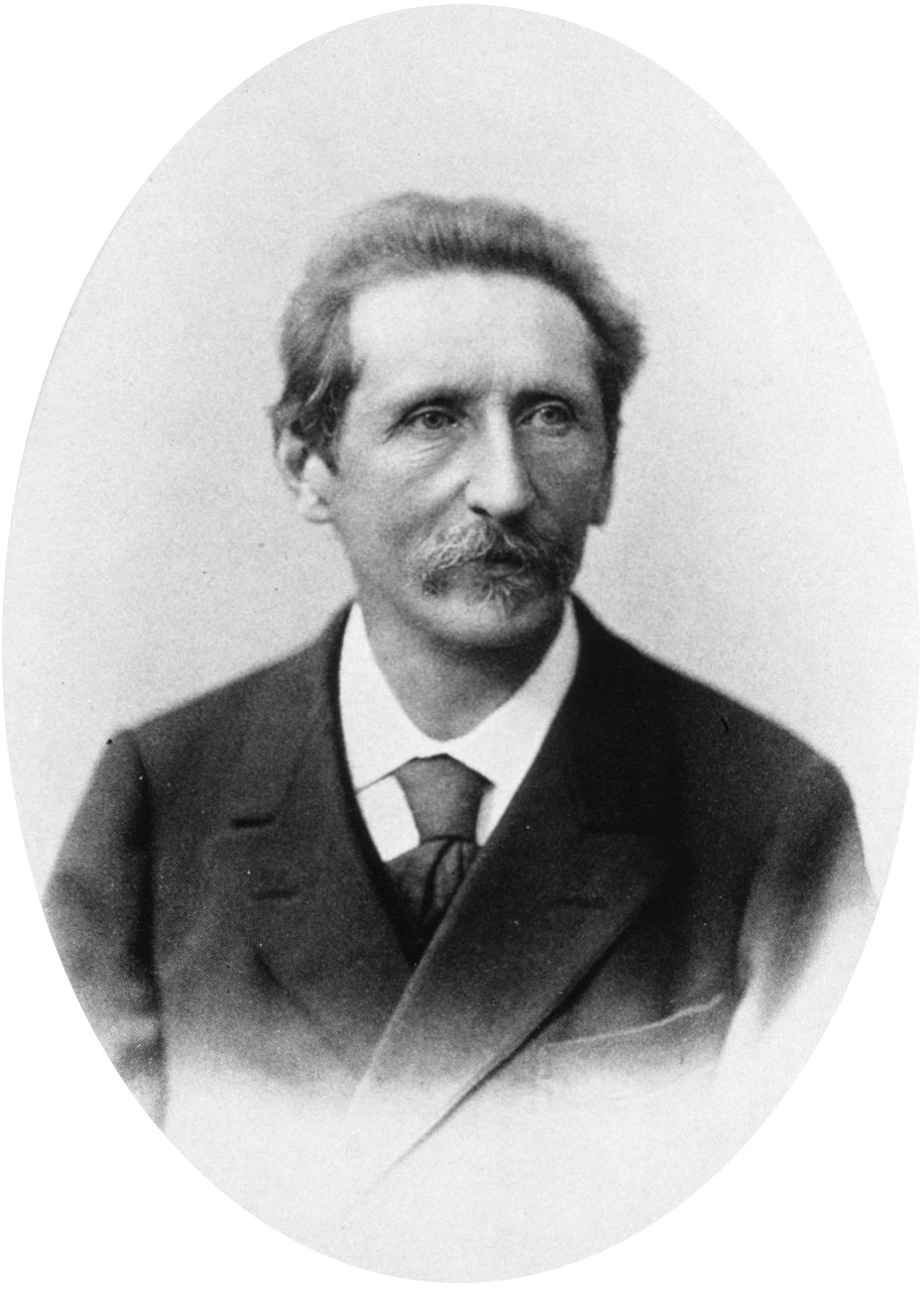
爱德华·斯特拉斯伯格